# Yelü Dashi
Yelü Dashi oder Yelü Daschi bzw. Yel-Lü-Tashih (chinesisch 耶律大石, Pinyin Yēlǜ Dàshí; auch Yehlü Tashih und Yelü Daši romanisiert; Tempelname 德宗,  Dézōng; * 1087; † 1143 in Zentralasien) war der Gründer und erste Khan des Kara-Kitai-Khanates.
Er wurde als Mitglied der kaiserlichen Familie der Liao-Dynastie, die über das Reich der Kitan herrschte, geboren. Als solcher erhielt er eine (proto-)mongolische als auch chinesisch geprägte Bildung und bestand das höchste Examen der Beamtenprüfungen. Schließlich wurde er Kommandeur in der kitanischen Armee. Er kämpfte im Krieg der Kitan gegen die Jurchen, der im Jahr 1125 mit dem Untergang der Liao-Dynastie und des Kitan-Reiches endete. Kurz vor der endgültigen Niederlage zog Yelü Dashi mit ihm getreuen Truppen nach Westen. Auf seinem Weg nahm er den Titel Gürkhan, der universeller Khan bedeutet, an. Nach einer Station bei den weißen Tataren konnte er aufgrund seiner Rede vor mehreren mongolischen Stämmen seine Truppe auf 10.000 Reiter verdoppeln. Einige Quellen legen nahe, dass er ursprünglich Kräfte sammeln wollte, um das Kitan-Reich zurückzuerobern, doch gab er diese Absicht auf.
Als er das Reich der östlichen Karachaniden erreichte, übernahm er deren Hauptstadt Balasagun, die er zur Hauptstadt des Kara Kitai-Khanates machte. Den bisherigen Herrscher degradierte er zu seinem Vasallen und vertrieb ihn nach Kaschgar im Tarimbecken. Seine neue materielle Basis nutzte er, um Truppen zusammenzustellen und nach Westen zu ziehen. Zunächst stieß der Gürkhan ins Ferghanatal vor und unterwarf dort die westlichen Karachaniden. Von dort zog er weiter nach Transoxanien, wo er in der Schlacht von Qatwan im Jahr 1141 die Seldschuken vernichtend schlug. Anschließend zog er bis nach Choresmien. Mit Ausnahme des Zentralgebietes um seine Hauptstadt begnügte sich Yelü Dashi mit der Oberherrschaft über die unterworfenen Reiche, deren ursprüngliche Herrscher als seine Vasallen die direkte Herrschaft ausübten.
Bei seinem Tod im Jahr 1143 beherrschten die Kara Kitai große Gebiete Zentralasiens. Zunächst übernahm seine Frau Kant’ein den Thron, bis Yelü Dashis Sohn Yelü Ilieh im Jahr 1151 seinem Vater auf den Thron folgte.
Nach seinem Tod bildeten sich um ihn Legenden. So soll die Nachricht, dass er als Nicht-Muslim den muslimischen Seldschukenherrscher besiegt hatte, die Kreuzfahrer erreicht haben. Dort hätte sie die Legendenbildung um den Priesterkönig Johannes gefördert.